# DSB EA
Die Baureihe DSB EA ist eine Serie von 22 Elektrolokomotiven, die von Danske Statsbaner im Zusammenhang mit der Elektrifizierung der dänischen Hauptstrecken in zwei Bauserien beschafft wurde. Zwischen 1984 und 1986 wurden die Lokomotiven 3001 bis 3010 geliefert, zwischen 1992 und 1993 folgten 3011 bis 3022.

## Technik
Die Lokomotiven sind mit Drehstrom-Asynchronmotoren ausgestattet, nachdem der bis zum Beschaffungszeitpunkt gültige Standard für elektrische und dieselelektrische Lokomotiven Gleichstrommotoren gewesen waren. Die Umstellung war möglich, weil für Wechselstrommotoren eine zuverlässige Steuerung entwickelt worden war und Gleichstrommotoren nicht die gleiche Leistung wie Drehstrommotoren erbringen konnten.
Die Zeitmultiplexe Wendezugsteuerung (ZWS) war bei der Lieferung nicht eingebaut. Diese ist jedoch notwendig, damit die EA-Lokomotiven mit den Doppelstockwagen der DSB eingesetzt werden können, die bis 2015 von der Baureihe ME befördert wurden. Die Ausstattung der Baureihe mit der ZWS verursachte eine Reihe von technischen Problemen. Nach deren Lösung konnte im Februar 2015 die EA 3007 als erste Lokomotive in den Planbetrieb mit Doppelstockwagenzügen eingesetzt werden.

## Geschichte

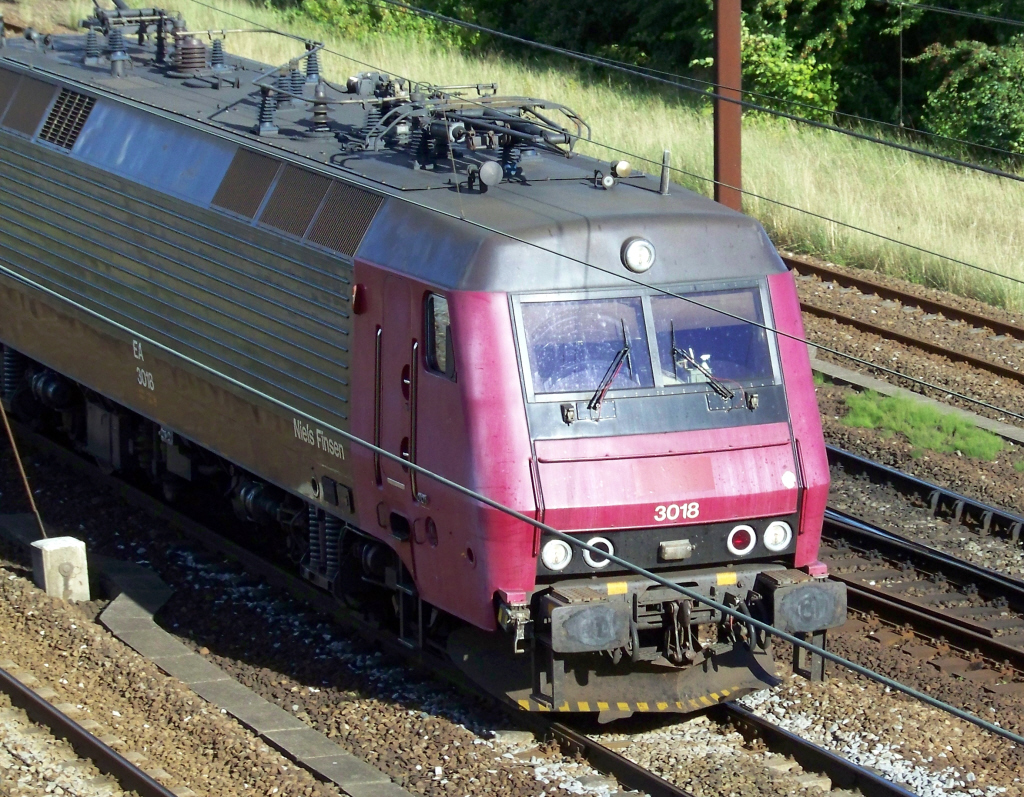
EA 3018 in der Farbgebung der DSB, jedoch ohne Logo

Mitte der 1970er-Jahre beauftragte DSB mehrere APO-Gruppen (Arbejds Projekt Organisation), ein neues Konzept für künftige Lieferungen von Schienenfahrzeugen zu entwickeln. Vier Gruppen wurden eingerichtet, die jeweils verantwortlich für Dieseltraktion (von ihr wurde die ME entwickelt), Schnellzug (die zu zwei Prototypen führte, die jedoch keinen Erfolg hatten, aber die Voraussetzung für den IC 3 waren), S-Bahn (die zu zwei Prototypen führte, von denen keiner erfolgreich war, aber als Inspiration für die dritte Generation der S-Bahn-Züge diente) und Elektrische Traktion, die die Baureihe EA entwickelte.
Die Gruppe für die elektrische Traktion fand in der deutschen DB-Baureihe 120 eine geeignete Lokomotive, die als technische Basis dienen konnte. Die einzigen Änderungen, die gegenüber dem deutschen Vorbild gemacht wurde, war das Design des Lokkastens, das eng mit den anderen Arbeitsgruppen koordiniert wurde, sowie die Anpassungen an das dänische Oberleitungsnetz, das mit 25-kV-Wechselstrom mit einer Frequenz von 50-Hz-betrieben wird, gegenüber dem deutschen Netz mit 15-kV-Wechselstrom mit einer Frequenz von 16 2/3 Hz.
Die zwei ersten Lokomotiven, 3001 und 3002, wurden 1984 von Henschel geliefert und 1985/86 durch die Serie 3003 bis 3010 von Scandia ergänzt. Zwischen 1992 und 1993 lieferte der gleiche Hersteller die zwölf Lokomotiven 3011 bis 3022.
Damit war die EA die erste dänische elektrische Mehrzwecklokomotive. Das Leistungsspektrum sieht die Beförderung von 1100 Tonnen mit 120 km/h auf ebener Strecke sowie Güterzüge mit 1400 Tonnen auf Steigungen von 15,6 Promille vor. Der erste Einsatz erfolgte durch EA 3001 am 20. März 1986 auf der Kystbane.

## RDK EA
Im Juni 2001 wurde DSB Gods an die von der Deutschen Bahn beherrschte Railion verkauft und änderten ihren Namen in Railion Danmark. Zehn der bisher DSB gehörenden Lokomotiven der Baureihe EA (EA 3011–3019 und 3021) wurden an die neue Gesellschaft weitergegeben. Trotz des Eigentümerwechsels behielten die Lokomotiven ihre Farbgebung, ihre Baureihenbezeichnung, ihre Nummer sowie ihren Namen.

## Bulmarket 86
Im Januar 2007 wurden von DSB die sechs EA-Lokomotiven 3002, 3003, 3005, 3006, 3008 und 3009 an die bulgarische Eisenbahngesellschaft Bulmarket verkauft. Sie wurden im Laufe der Jahre 2007 und 2008 in Dänemark untersucht und danach nach Bulgarien transportiert. Im April 2021 folgten die Lokomotiven 3007, 3010 und 3022. Am 15. Mai folgte die 3020, sie wurde ab Padborg von der RailAdventure-111 082 und ab Berlin von der RailAdventure-183 500 überführt. In Bulgarien fahren sie mit den UIC-Nummern 91 52 20 86 00x-y.

## LSD 465 und 86.0xx / DBSRR 465 / DBSRB 465 und 86.0xx
Die zehn an Railion Danmark abgegebenen Lokomotiven gingen Anfang der 2010er Jahre an verschiedene Schwestergesellschaften. Darunter war Logistic Services Danubius (UIC-Nummern LSD 91 53 0-465 00x-y).
Die Lokomotiven wurden zu nicht näher bekannten Zeitpunkten nach Bulgarien an DB Schenker Rail Bulgaria weitergegeben (UIC-Nummern 91 52 31 86 0xx-y).

## Übersicht
Alle Lokomotiven sind nach Wissenschaftlern und Eisenbahnarbeiter benannt. Zudem sind die verkauften Lokomotiven mit den Eigentums-Gesellschaften aufgelistet:
| Nummer | Name                 | Besonderes |
| ------ | -------------------- | --- |
| 3001   | H. C. Ørsted         | 2009 abgestellt, Ersatzteilspender, 2016 ausgemustert, 2017 bei Børge Kristiansen & Søn A/S, København, verschrottet                                                             |
| 3002   | Niels Bohr           | 2007 an Bulmarket Rail Cargo, Bulgarien. 86.001 |
| 3003   | Heinrich Wenck       | 2007 an Bulmarket Rail Cargo, Bulgarien. 86.002 |
| 3004   | Ole Rømer            | 2015 ZWS, 2020 an das Dänische Eisenbahnmuseum Odense |
| 3005   | William Radford      | 2007 an Bulmarket Rail Cargo, Bulgarien. 86.003 |
| 3006   | Valdemar Poulsen     | 2007 an Bulmarket Rail Cargo, Bulgarien. 86.004 |
| 3007   | Kirstine Meyer       | 2015 ZWS, 2021 an Bulmarket Rail Cargo, Bulgarien |
| 3008   | Otto Busse           | 2007 an Bulmarket Rail Cargo, Bulgarien. Ersatzteilspender |
| 3009   | Anker Engelund       | 2007 an Bulmarket Rail Cargo, Bulgarien. 86.005 |
| 3010   | Søren Hjorth         | 2015 ZWS, 2021 an Bulmarket Rail Cargo, Bulgarien |
| 3011   | Thomas B. Thrige     | 2001 an Railion Danmark, 2009 nach Rumänien, Logistic Services Danubius 465 001, DBSRR 465 001, 201x an DB Schenker Bulgaria, DBSRB 86.0xx                                       |
| 3012   | A.R. Angelo          | 2001 an Railion Danmark, 2009 nach Rumänien, Logistic Services Danubius 465 002, DBSRR 465 002, 201x an DB Schenker Bulgaria, DBSRB 86.0xx                                       |
| 3013   | Wilhelm Hellesen     | 2001 an Railion Danmark, DBSRS EA 3013, 2009 nach Rumänien, Logistic Services Danubius 86.013, 2010 an DB Schenker Bulgaria, DBSRB 86.013                                        |
| 3014   | C.E. Krarup          | 2001 an Railion Danmark, 2009 nach Rumänien, Logistic Services Danubius 86.014, 2010 an DB Schenker Bulgaria, DBSRB 86.014                                                       |
| 3015   | Nielsine Nielsen     | 2001 an Railion Danmark, 2004 ausgemustert, bis 2009 abgestellt, als Ersatzteilspender nach Rumänien, Logistic Services Danubius (EA 3015), 2010 nach Bulgarien, DBSRB (EA 3015) |
| 3016   | A.W. Hauch           | 2001 an Railion Danmark, 2009 nach Rumänien, Logistic Services Danubius 465 003, DBSRR 465 003, 201x an DB Schenker Bulgaria, DBSRB 86.016                                       |
| 3017   | Emil Chr. Hansen     | 2001 an Railion Danmark, DBSRS EA 3017, 2009 nach Rumänien, Logistic Services Danubius 86.017, 2010 nach Bulgarien, DBSRB 86.017                                                 |
| 3018   | Niels Finsen         | 2001 an Railion Danmark, 2009 an Logistic Services Danubius in Rumänien, 465 004, DBSRR 465 004, 201x nach Bulgarien, DBSRB 86.0xx                                               |
| 3019   | P.O. Pedersen        | 2001 an Railion Danmark, 2009 nach Rumänien, Logistic Services Danubius 86.019, 2010 nach Bulgarien, DBSRB 86.019                                                                |
| 3020   | Georg Frederik Ursin | 2015 ZWS, 2021 an Bulmarket Rail Cargo, Bulgarien. Überführung am 15. Mai 2021 ab Kopenhagen.                                                                                    |
| 3021   | P. W. Lund           | 2001 an Railion Danmark, 2009 nach Rumänien, LSD 465 005, DBSRR 465 005, 201x nach Bulgarien, DBSRB 86.0xx                                                                       |
| 3022   | Søren Frich          | 2015 ZWS, 2021 an Bulmarket Rail Cargo, Bulgarien |

## Einsatz
Zu Beginn wurden der Baureihe EA Reisezüge auf Seeland übertragen. Die Lokomotiven wurden ab 1986 auf der Kystbane zwischen Kopenhagen und Helsingør sowie zwischen 1987 und 1989 auf der Vestbanen genannten Bahnstrecke København–Korsør in Betrieb genommen. Auf der Storebæltsforbindelsen kamen sie ab der Eröffnung 1997 für den Güterzugbetrieb nach Fünen und Jütland zum Einsatz, bis sie 2000 von den neu gelieferten Loks der Baureihe EG abgelöst wurden. Auf dieser Relation wurde der Reisezugverkehr mit Triebwagen der Baureihe ER durchgeführt.
Als in Dänemark neue elektrische Triebzüge zum Einsatz kamen, wurde der Betrieb mit der Baureihe EA auf einige wenige Lokomotiven reduziert.
Die sechs bei DSB in Betrieb befindlichen EA (3001, 3004, 3007, 3010, 3020 und 3022) wurden im Oktober 2006 mit der dunkelblauen Folie als Teil des neuen Designprofil des Unternehmens beklebt.
DSB verwendete sie anschließend für den Einsatz mit den Nachtzügen zwischen der dänischen Grenze bei Padborg und dem Kopenhagener Hauptbahnhof sowie für einige Regionalzüge auf Seeland. Diese Einsätze erforderten nur wenige Lokomotiven. Daher wurden vier Lokomotiven in der Centralværkstedet København hinterstellt. Zuletzt bespannten sie bis 2014 nur noch den internationalen Nachtzug zwischen Kopenhagen und Padborg und wurden in diesem Jahr umgebaut, so dass sie seit 2015 Doppelstockzüge zwischen Østerport und Ringsted / Slagelse befördern können. EA 3001 wurde 2016 ausgemustert und 2017 bei Børge Kristiansen & Søn in Kopenhagen verschrottet. 2020 erhielt das dänische Eisenbahnmuseum in Odense EA 3004 und Anfang 2021 wurden die restlichen vier Exemplare an Bulmarket Rail Cargo in Bulgarien verkauft.